# Elezioni parlamentari in Germania Est del 1950
Le elezioni parlamentari in Germania Est del 1950 si tennero il 19 ottobre per eleggere i 466 deputati della Camera del popolo. Si trattò delle prime elezioni dalla nascita del Paese, avvenuta il 7 ottobre 1949. 400 deputati furono eletti direttamente, 66 indirettamente dalle assemblee di Berlino Est. L'affluenza fu del 98,5% e il 99,6% dei votanti approvò le candidature del Fronte Nazionale.

## Risultati
| Partito                | Voti       | %    |
| ---------------------- | ---------- | ---- |
| Fronte Nazionale       | 12 088 745 | 99.6 |
| Voti contrari          | 51 187     | 0.4  |
| Schede bianche/nulle   | 51 187     | 0.4  |
| Totale                 | 12 139 932 | 100  |
| Elettorato/affluenza   | 12 325 168 | 98.5 |
| Fonte: Nohlen & Stöver |            |      |

### Ripartizione dei seggi
| Partito | Partito                                                     | Seggi |
| ------- | ----------------------------------------------------------- | ----- |
|         | Partito Socialista Unificato di Germania                    | 110   |
|         | Unione Cristiano Democratica di Germania                    | 67    |
|         | Partito Liberal-Democratico di Germania                     | 66    |
|         | Federazione Tedesca dei Sindacati Liberi                    | 49    |
|         | Partito Nazional-Democratico di Germania                    | 35    |
|         | Partito Democratico dei Contadini di Germania               | 33    |
|         | Libera Gioventù Tedesca                                     | 25    |
|         | Associazione Culturale della RDT                            | 24    |
|         | Alleanza Democratica delle Donne di Germania                | 20    |
|         | Unione dei Perseguitati del Regime Nazista                  | 19    |
|         | Associazione di Mutuo Soccorso degli Operai                 | 12    |
|         | Sezione Orientale del Partito Socialdemocratico di Germania | 6     |
| Totale  | Totale                                                      | 466   |